# Africa Occidentală
     Africa Occidentală (după schema ONU)
     Maghreb (limba arabă:vestic)                     

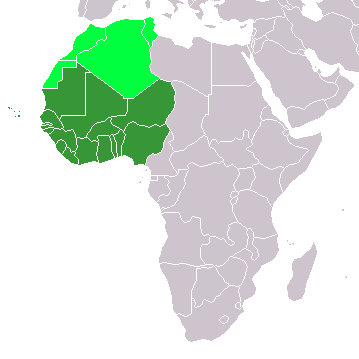
Africa Occidentală (după schema ONU)
Maghreb (limba arabă:vestic)

Africa Occidentală sau Africa de Vest este cea mai de vest regiune a continentului african. Geopolitic, schema ONU pentru Africa de Vest include 16 țări, distribuite pe o suprafață de circa 5 milioane de kilometri pătrați.
| - Benin - Burkina Faso - Côte d'Ivoire - Capul Verde - Gambia - Ghana - Guinea - Guineea-Bissau | - Liberia - Mali - Mauritania - Niger - Nigeria - Senegal - Sierra Leone - Togo |

Cu excepția Mauritaniei, toate aceste țări sunt membre a ECOWAS (Economic Community of West African States).
În această regiune este de asemenea inclusă insula Sfânta Elena, teritoriu britanic.

## Geografie
Africa de vest include partea de vest a Maghrebului, Sahara de Vest, Marocul, Algeria și Tunisia și ocupă o suprafață de peste 6.140.000 km2, ceea ce reprezintă aproximativ o cincime din Africa. Marea majoritate a acestui teritoriu o reprezintă câmpii cu o altitudine de până la 300 de metri, deși există puncte izolate de-a lungul coastei de sud cu o altitudine mai mare.
Partea de nord a Africii de Vest constă dintr-un teren semi-arid cunoscut sub numele de Sahel, o zonă de tranziție între deșertul Sahara și savanele din zona Sudanului; pădurile formează o a treia regiune situată între savane și coasta de sud, sub forma unei centuri cu lățime cuprinsă între 160 km și 240 km.

## Cultură
În ciuda diversității culturilor din Africa de Vest din Nigeria până în Senegal, există multe similarități în port, gastronomie, muzică și cultură, particularități care nu se regăsesc în alte zone ale Africii.
În zona coastei de vest cât și în interiorul regiunii religia predominantă este cea islamică, în timp ce creștinismul este predominant în zona centrală și partea sudică a Nigeriei precum și în zona de coastă a Ghanei; elemente ale religiei africane tradiționale sunt prezente practic în toate zonele.
De-a lungul timpului, odată cu migrațiile, aceste religii au legat culturile popoarelor Africii de Nord mai mult decât în alte părți a Africii subsahariene. 
Pentru recreere, unul din cele mai populare jocuri este Oware, cunoscut sub diferite nume în Africa de Vest (Ayò, Awalé, Wari, Ouri, Oware, Warri, Adji, Awari). De asemenea fotbalul este foarte popular, astfel că la Campionatul Mondial de Fotbal pot fi văzute în mod regulat echipele naționale ale Nigeriei și Ghanei.
Muzica este reprezentată de genurile moderne Mbalax, Highlife, Fuji și Afrobeat.
Ținuta protocolară în această regiune este Boubou (cunoscută de asemenea sub denumirea de Agbada și Babariga), și își are originea în ținuta nobiliară a diverselor imperii ale Africii de Vest din secolul XII.

## Istoria
Istoria Africii de Vest poate fi împărțită în cinci perioade majore:
1. Preistoria
2. Imperiile epocii fierului
3. Înflorirea marilor state
4. Perioada colonială
5. Epoca post-independență

1. Preistoria. Primii oameni s-au instalat în Africa de Vest cu aproximativ 14.000 de ani în urmă. Cultivarea de terenuri a început aproximativ în mileniul V îCh și odată cu aceasta și domesticirea animalelor. Începând cu secolul IV îCh, tehnologia prelucrării fierului a permis o extindere a productivității în agricultură precum și formarea primelor orașe-stat. Domesticirea cămilelor a permis dezvoltarea unui comerț transsaharian cu alte culturi de dincolo de deșert, cum ar fi Cartagina și Berberii. Cele mai importante mărfuri exportate erau aurul, pânze și haine din bumbac, ornamente din metal și obiecte din piele, care erau schimbate pentru sare, cai, textile și alte asemenea bunuri. Pe plan local, aceste materiale au contribuit de asemenea la prosperitatea imperiilor viitoare.
2. Imperiile epocii fierului. Dezvoltarea economică a regiunii a dus la formarea unor state centralizate cu culturile lor aferente, începând cu cultura Nok care s-a format în Nigeria în jurul anului 1000 îCh. În secolul VIII a luat ființă Imperiul Ghanez care s-a întins până la Imperiul Mali.